# عبد الفتاح عوينات
المنشد عبد الفتاح عوينات، ولد في الكويت وهو من أصل فلسطيني من مدينة قلقيلية. متزوج وله أربعة أطفال. درس الشريعة وأصول الدين في جامعة الزرقاء الأهلية في الأردن.

## نشأته
نشأ نشأة دينية في أسرة كريمة متدينة، وتربى في مساجد الكويت على يد الدعاة المتميزين والعلماء الأجلاء مما كان له أعظم الأثر في بناء شخصيته المتوازنة الملتزمة. بدأت موهبته منذ الصغر في مسجد الحمضان بالكويت وهو يرتل القرآن في المسجد، ولقي التشجيع الكبير فاتجه للنشيد.

## بدايته الحقيقية
كانت بدايته الحقيقية عام 1987 عندما تأسست فرقة الروابي الفنية بالكويت فبدأ معها المسيرة التي تميزت بالإبداع والتجديد والتأسيس لقاعدة نوعية في عالم الفن الهادف.

## حياته الشخصية
عمل في مؤسسات فنية عدة هي الأمل للخدمات الفنية وطيف للإنتاج الفني وحاليًّا في مؤسسة الصوت الجديد للإنتاج الفني، ويعمل فيها مديرًا للإنتاج.

## أعماله الفنية

### مرئية (كليب)
له الكثير من الأعمال منها:
- حطوا السيف.[1]

## مشاركاته والجوائز التي حاز عليها
شارك بالعديد من المهرجانات والفعاليات العالمية ابتداءً من الكويت، مرورًا بالسعودية والبحرين والإمارات وقطر ولبنان ومصر والسودان واليمن والجزائر وتركيا والنمسا والسويد وإيطاليا وبريطانيا وروسيا وأوكرانيا وفرنسا وسويسرا وألمانيا وكندا وغيرها من الدول العربية والأجنبية.
حصل على الجائزة الذهبية في مهرجان القاهرة التاسع للإذاعة والتلفزيون 2003 في أنشودة أمشي ودروبي نار التي كانت من ألحانه وكلمات مريم العموري وتوزيع آفو آرام وأداء ميس شلش عندما كانت طفلة.
كما قد حصل على جائزة الشباب العالمية لخدمة العمل الإسلامي في مجال النشيد، والتي تنظمها رابطة الفن الإسلامي العالمية وترعاها مملكة البحرين في عام 2008.
شارك في تقديم بعض البرامج الفنية كبرنامج أنغام على قناة الرسالة الذي كان يهتم بالفن الهادف ويقدم المنشدين بشكل فني مميز وبشكل شخصي بالإضافة للتعريف ببلد المنشد سياحيًّا وتاريخيًّا.
له العديد من المشاركات في إصدارات متميزة أهمها: سلسلة الروابي الجهادية، وسلسلة الروابي للأفراح، ولحن الغربة، ورغم الحصار، وفرحة عُمُر، وسلام عليك، ولوحات مقدسية، وزيتونة الأنبياء، وتحية وطن، وصقر الكتائب، وعياش والوطن، وأطيار السنونو، ونشيد الغضب، وصوت الحرية، وأسطورة جنين، وخنساء فلسطين، وعهد ووفاء، وغربة وطن، ولا تدمعي غزة، وأفراح ياليلة، وأفراح يوم نجاحه، وألبوم طالت ليالينا مع فرقة الروابي الفنية.
ومن إصداراته الخاصة: ألبوم يا مسافر عود، وألبوم حن الوطن، وألبوم أحب الخير.
وله العديد من الكليبات التي تعرض على القنوات الفضائية كقناة فور شباب وفضائية الأقصى وأبرزها: عيني، ولبيك يا أقصى، وناطر، ووالله يا دار، ويا دار النخل العالي، ويا مسافر عود.

## وصلات خارجية
- الموقع الرسمي
- صفحة المنشد على موقع  - قناة فور شباب
- صفحة المنشد على بوابة شبكة إنشادكم العالمية